# Szignatúra (lineáris algebra)
Egy szimmetrikus bilineáris forma szignatúrája egy olyan számhármas, ami független a bázisválasztástól. A definíciót Sylevester tehetetlenségi tétele alapozza meg, melyet JJ Sylvesterről neveztek el. Emiatt Sylvester-szignatúrának is nevezik.
A lineáris algebra mellett még a differenciálgeometria különböző területein is felbukkan.

## Definíció
Legyen {\displaystyle V} véges dimenziós valós vektortér, és legyen {\displaystyle s\colon V\times V\rightarrow \mathbb {R} } szimmetrikus bilineáris forma. Sylvester tehetetlenségi tétele miatt választhatunk bázist úgy, hogy az ábrázoló mátrix így néz ki:
{\displaystyle A:={\begin{pmatrix}1&0&0&0&\ldots &0&0&\ldots &0\\0&\ddots &0&&&&&&\vdots \\0&0&1&0&&&&&0\\0&&0&-1&0&&&&0\\\vdots &&&0&\ddots &0&&&\vdots \\0&&&&0&-1&0&&0\\0&&&&&0&0&0&0\\\vdots &&&&&&0&\ddots &0\\0&\ldots &0&0&\ldots &0&0&0&0\end{pmatrix}}}.
Ez egy átlós mátrix, melynek főátlóján csak {\displaystyle 1}, {\displaystyle -1} és {\displaystyle 0} szerepel, a többi elem pedig nulla.
A továbbiakban jelölje {\displaystyle r_{+}(s)} a mátrixban levő {\displaystyle 1}-esek, {\displaystyle r_{-}(s)} a -1-esek és {\displaystyle r_{0}(s)} az átlón levő nullák számát! Ekkor {\displaystyle \sigma (s):=(r_{+}(s),r_{-}(s),r_{0}(s))} az {\displaystyle s} szimmetrikus bilineáris forma (Sylvester)-szignatúrája. Ez jóldefiniált, mivel minden szimmetrikus bilineáris forma esetén létezik ilyen bázis.
Ha az {\displaystyle A} mátrix főátlóján nincsenek nullák, azaz a szimmetrikus bilineáris forma nem elfajuló, akkor néha elhagyják a nullára utaó elemet, és a {\displaystyle \sigma (s):=(r_{+}(s),r_{-}(s))} párost nevezik szignatúrának. Ekkor nevezik ezt is szignatúrának:
{\displaystyle \operatorname {sign} (s):=r_{+}(s)-r_{-}(s)}
különösen nem elfajuló esetben. Néha a {\displaystyle r_{-}(s)} mennyiséget indexnek nevezik.
A szignatúra fogalmát {\displaystyle A\in \mathbb {R} ^{n\times n}} szimmetrikus mátrixokra is kiterjesztik. Ez megegyezik {\displaystyle s(x,y)=x^{T}Ay,} {\displaystyle x,y\in \mathbb {R} ^{n}} szignatúrájával.

## A Minkowski-metrika szignatúrája
Egy fontos példa a fizikából ismert Minkowski-metrika, ami a speciális relativitáselmélet szempontjából fontos. Ez egy szimmetrikus bilineráris forma, melynek ábrázolómátrixa
{\displaystyle \eta =\pm {\begin{pmatrix}1&0&0&0\\0&-1&0&0\\0&0&-1&0\\0&0&0&-1\end{pmatrix}}}.
ahol {\displaystyle \eta _{00}} az időkoordináta, aminek előjele különbözik a térkoordinátáktól. Ennek szignatúrája {\displaystyle (1,3)}, ahol az időnek pozitív az előjele. Írják úgy is, mint {\displaystyle (+,-,-,-)}, és az angol nyelvű szakirodalomban West Coast conventionnek nevezik. A {\displaystyle (3,1)} fordított szignatúra, úgy is, mint {\displaystyle (-,+,+,+)}, és az angol nyelvű szakirodalomban East Coast conventionnek hívják.
A metrika szignatúrájának segítségével osztályozhatók a vektorok saját magukkal vett skalárszorzatuj alapján. Ha {\displaystyle u} vektor, akkor {\displaystyle \eta (u,u)} az önmagával vett skalárszorzata. Az {\displaystyle (-,+,+,+)} konvenció szerint:
- {\displaystyle \eta (u,u)>0} térszerű
- {\displaystyle \eta (u,u)=0} fényszerű
- {\displaystyle \eta (u,u)<0} időszerű

és a {\displaystyle (+,-,-,-)} konvenció alapján:
- {\displaystyle \eta (u,u)>0} időszerű
- {\displaystyle \eta (u,u)=0} fényszerű
- {\displaystyle \eta (u,u)<0} térszerű

## Meghatározása
Ahhoz, hogy kiszámítsuk egy {\displaystyle s\colon V\times V\rightarrow \mathbb {R} } szimmetrikus bilineáris forma szignatúráját, nem kell diagnoziálni az ábrázoló mátrixot. Legyen {\displaystyle B} egy mátrix, ami az {\displaystyle s} szimmetrikus bilineáris formát ábrázolja! Ekkor ez felfogható egy endomorfizmust ábrázoló mátrixként, és meghatározhatók a sajátértékei. Jelölje {\displaystyle r_{+}(s)} a pozitív, az {\displaystyle r_{-}(s)} a negatív sajátértékek számát, {\displaystyle r_{0}(s)} pedig a 0 sajátérték multiplicitását! Ekkor
{\displaystyle \sigma (s):=(r_{+}(s),r_{-}(s),r_{0}(s))}
az {\displaystyle s} szignatúrája.

## Példa
Legyen {\displaystyle s(x,y)={\tfrac {1}{2}}x_{1}y_{2}+{\tfrac {1}{2}}y_{1}x_{2}} szimmetrikus bilineáris forma! Ennek ábrázoló mátrixa a kanonikus bázisban
{\displaystyle M_{\mathcal {K}}(s)={\begin{pmatrix}0&{\frac {1}{2}}\\{\frac {1}{2}}&0\end{pmatrix}}}
Ha ezt a mátrixot {\displaystyle \mathbb {R} ^{2}} önadjungált endomorfizmusaként fogjuk fel, akkor a spektráltétel szerint van sajátvektoroknak egy ortonormált bázisa, melyben {\displaystyle S^{t}M_{\mathcal {K}}(s)S} diagonális. Ha az összes sajátvektort megszorozzuk {\displaystyle |\lambda _{i}|^{-{\frac {1}{2}}}} mennyiségekkel, ahol {\displaystyle \lambda _{i}} a megfelelő sajátérték, és ezután diagonizáljuk a mátrixot, akkor a mátrix átlóján 1 és -1 értékek szerepelnek. Ekkor közvetlenül leolvasható a szignatúra. Példánkban a sajátértékek {\displaystyle {\tfrac {1}{2}}} és {\displaystyle -{\tfrac {1}{2}}}; az ortonormált sajátvektorok {\displaystyle \textstyle {\tfrac {1}{\sqrt {2}}}\left({\begin{smallmatrix}-1\\1\end{smallmatrix}}\right)} és {\displaystyle {\tfrac {1}{\sqrt {2}}}\left({\begin{smallmatrix}1\\1\end{smallmatrix}}\right)}. Beszorozzuk ezt a bázist {\displaystyle |\lambda _{i}|^{-{\frac {1}{2}}}}-nel, akkor a transzformációs mátrix
{\displaystyle T={\begin{pmatrix}-1&1\\1&1\end{pmatrix}}}
és a bázistranszformáció:
{\displaystyle T^{t}M_{\mathcal {K}}(s)T={\begin{pmatrix}-1&1\\1&1\end{pmatrix}}{\begin{pmatrix}0&{\frac {1}{2}}\\{\frac {1}{2}}&0\end{pmatrix}}{\begin{pmatrix}-1&1\\1&1\end{pmatrix}}={\begin{pmatrix}-1&0\\0&1\end{pmatrix}}}
Tehát a mátrix által ábrázolt bilineáris forma szignatúrája {\displaystyle (1,1,0)}. Valójában a bilineáris formáknak nincsenek sajátértékei; ez a számítás egy módja.
A fenti diagonális forma Gauß-eliminációval is számítható, amikor is nemcsak a sorokat, hanem az oszlopokat is elimináljuk.

## Speciális esetek
Adva legyen egy szimmetrikus, nem szinguláris mátrix. Ekkor a szignatúra:
{\displaystyle \mathrm {sign} (A)=\mathrm {sgn} (A_{1})+v_{g}-v_{a}\;.}
ahol {\displaystyle A_{1}} az {\displaystyle A} főminora. Az első két mennyiség a további minorok determinánsának számításával adódik, ahol azonban csak az előjel a fontos. {\displaystyle v_{g}} az ugyanolyan előjelű {\displaystyle \det(A_{k})} és {\displaystyle \det(A_{k+1})} minorok száma, és {\displaystyle v_{a}} a különböző előjelű {\displaystyle \det(A_{k})} és {\displaystyle \det(A_{k+1})} párok száma.

## Differenciálgeometria
A differenciálgeometriában a szimmetrikus bilineáris formákat általánosítják differenciálható sokaságokra másodfokú szimmetrikus kovariáns sima tenzormezőkké. Egy ilyen tenzormező a helyi érintőmezőn bilineáris formaként hat. Ha a szignatúra a sokaság minden pontjában ugyanaz, és nem elfajuló, akkor pszeudo-Riemann-metrikáról beszélünk, és a sokaságot pedig pszeudo-Riemann-sokaságnak nevezzük. Ezekkel a sokaságokkal a pszeudo-Riemann-geometria foglalkozik, és fontos szerephez jutnak a fizikában.
A differenciálgeometrián belül a globális analízis szignatúrával látja el a sokaságokat. A definícióhoz választ egy speciális bilineáris formát, melynek szignatúrájával ellátja a sokaságot. Ebben a témakörben Hirzebruch szignatúratétele központi jelentőségű, mivel kapcsolatba hozza a bilineáris forma szignatúráját, mint invariánst a sokaság egy invariánsával.
Legyen {\displaystyle M} kompakt irányítható sima sokaság, melynek {\displaystyle n} dimenziója 4-gyel osztható. Jelölje továbbá {\displaystyle H^{*}(M)} az {\displaystyle M} De–Rham-kohomológiáját. Tekintjük azt az {\displaystyle s\colon H^{\frac {n}{2}}(M)\times H^{\frac {n}{2}}(M)\to \mathbb {R} } bilineáris formát, melynek definíciója:
{\displaystyle (\alpha ,\beta )\mapsto \int _{M}\alpha \wedge \beta }
Ez szimmetrikus, és a Poincaré-dualitás miatt nem elfajuló, vagyis {\displaystyle r_{0}(s)=0}. Ekkor az {\displaystyle M} sokaság szignatúrája az {\displaystyle s} bilineáris forma szignatúrája, azaz
{\displaystyle \operatorname {sign} (M):=\operatorname {sign} (s)=r_{+}(s)-r_{-}(s).}

## Fordítás
Ez a szócikk részben vagy egészben  a   Signatur (Lineare Algebra) című német Wikipédia-szócikk fordításán alapul.  Az eredeti cikk szerkesztőit annak laptörténete sorolja fel. Ez a jelzés csupán a megfogalmazás eredetét és a szerzői jogokat jelzi, nem szolgál a cikkben szereplő információk forrásmegjelöléseként.